# Avenue du Docteur-Gley
L'avenue du Docteur-Gley est une voie située dans le quartier Saint-Fargeau du 20e arrondissement de Paris, en France.

## Situation et accès
L'avenue du Docteur-Gley est desservie à proximité par les lignes 3bis et 11 à la station Porte des Lilas et la ligne 3b du tramway d'Île-de-France.

## Origine du nom

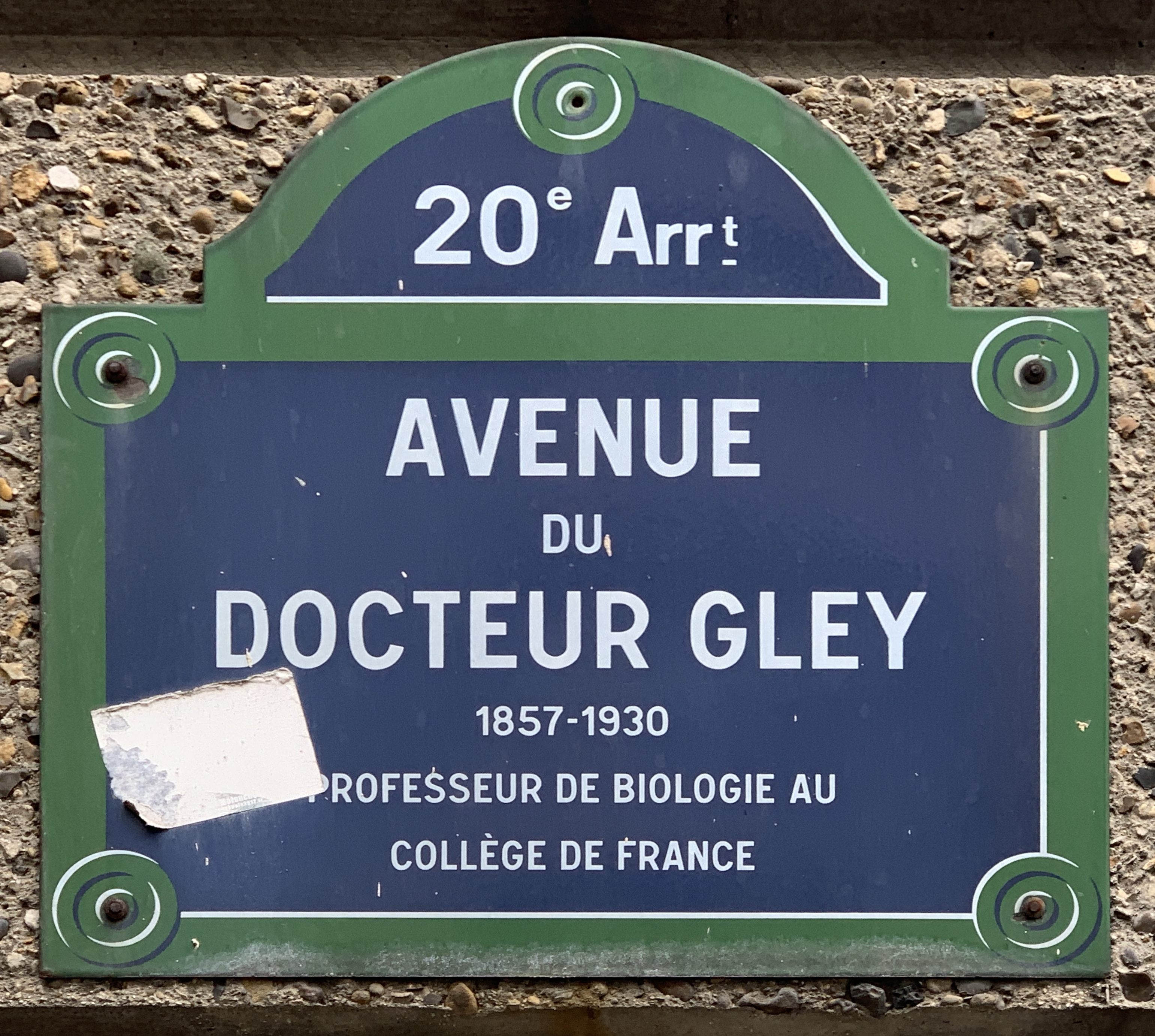
Plaque de l'avenue.

Cette avenue porte le nom d'Eugène Gley (1857-1930), physiologiste et endocrinologue français.

## Histoire
Aujourd'hui située sur le territoire de la ville de Paris, l'avenue est toutefois à l'extérieur du boulevard périphérique. Annexée à Paris en 1930, elle était autrefois partie intégrante de l'avenue Pasteur de la commune des Lilas, dont elle est désormais le prolongement.
La voie fait partie de la zone d'aménagement concerté (ZAC) Porte des Lilas.